# 克門塔爾

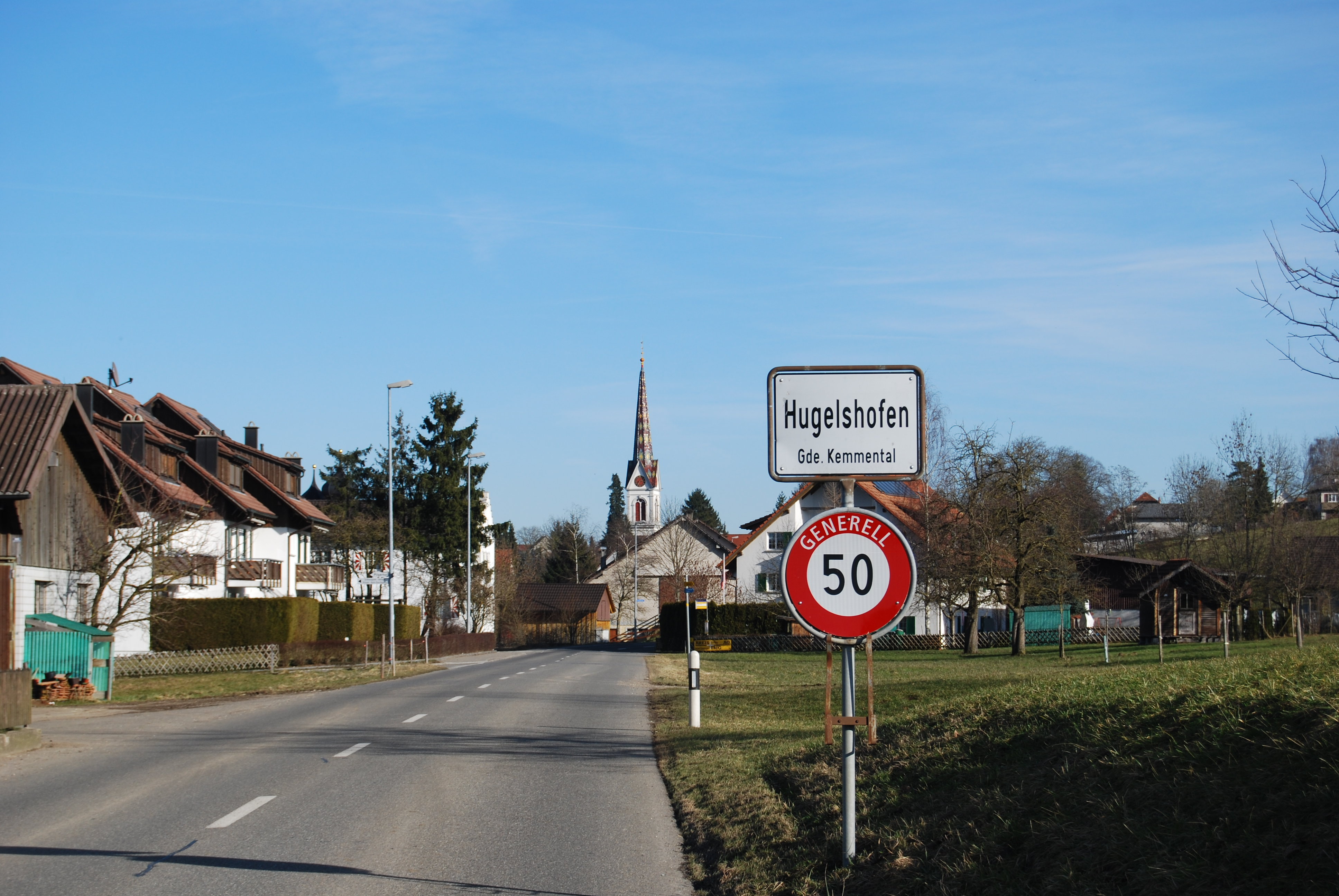

克門塔爾是瑞士的城鎮，位於該國東北部，由圖爾高州負責管轄，面積25.02平方公里，海拔高度548米，2012年人口2,290，六成人口信奉基督教，人口密度每平方公里92人。